# Bettendorf (Luxembourg)
Pour les articles homonymes, voir Bettendorf.
Bettendorf (en luxembourgeois : Bettenduerf) est une localité luxembourgeoise qui est le chef-lieu de la commune de même nom située dans le canton de Diekirch.

## Géographie

### Localisation
La commune est traversée par la Sûre, un affluent de la Moselle. La commune fait partie de la Nordstad.

### Sections de la commune

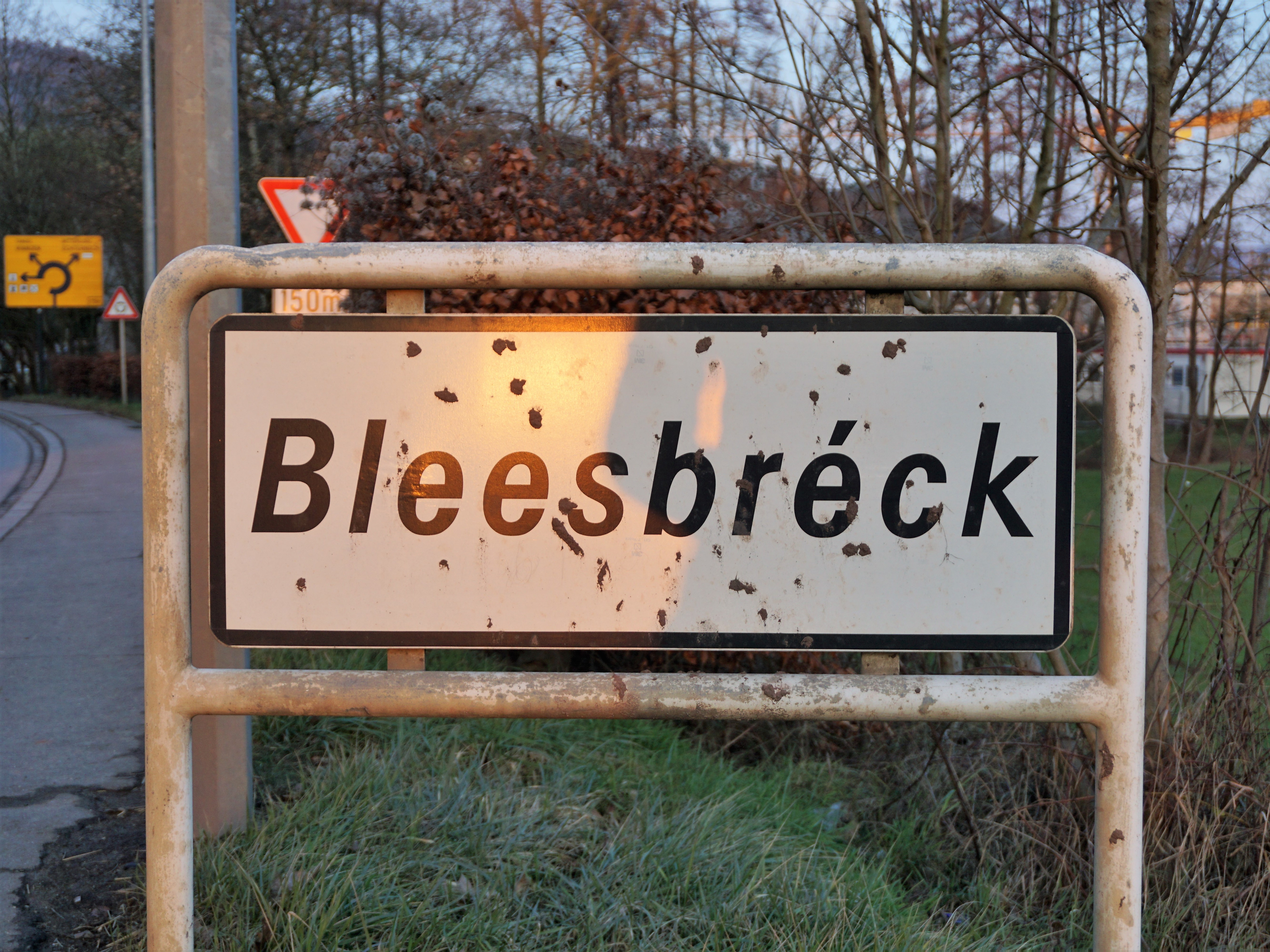
Bettendorf, lieu-dit Bleesbréck.

- Bettendorf (chef-lieu)
- Gilsdorf
- Moestroff
- Bleesbrück (en luxembourgeois : Bleesbréck Écouterⓘ)

## Histoire
Située dans la vallée étendue de la Sûre, partiellement dans le parc naturel belgo-luxembourgeois, Bettendorf a toujours bénéficié d’un climat particulièrement agréable, qui a permis le développement d’une agriculture prospère. La qualité du sol et la situation géographique idéale expliquent pourquoi Bettendorf figure parmi les plus anciens sites habités du Luxembourg.
Occupé dès l’époque gallo-romaine, le site de Bettendorf n’est pas épargné au Ve siècle par les grandes migrations. La tribu des Francs ripuaires s’installe sur les bords de la Sûre. C’est le descendant de cette tribu — Betto — qui donnera son nom à un grand nombre de localités, dont celle de Bettendorf. Inévitablement, les graphies du nom changent au cours des siècles : appelé Betonis Villa en 816, le site ne reçoit sa graphie définitive qu’en 1371.
Sous la tutelle de Diekirch jusqu’en 1330, Bettendorf est alors placé sous l’égide de Hanry de Betandorffe par le comte de Luxembourg. A cette époque, Bettendorf est déjà une localité d’une certaine importance, dont témoignent les 48 ménages que comptait la localité en 1473 (98 à Diekirch à la même époque). La localité compte alors deux châteaux. Le plus important, situé sur la rive gauche, voit ses derniers restes détruits au XIXe siècle. C’est à l’endroit de l’autre château féodal qu’a été érigé le château actuel en 1728. Dans les siècles qui précèdent la construction de ce nouveau château, Bettendorf voit se succéder différentes familles seigneuriales. Ce n’est qu’au XVIIIe siècle que tout le territoire de Bettendorf revient à la famille d’Olimart, puis à la famille von Puttkamer.
La commune de Bettendorf a été formée en 1795, mais ce n’est qu’en 1823 qu’elle englobe également la localité de Gilsdorf. Le territoire de la commune de Bettendorf s’étend alors sur 2324 hectares.

## Politique et administration

### Liste des bourgmestres
| Identité                         | Période         | Période      | Durée                     | Étiquette |
| Identité                         | Début           | Fin          | Durée                     | Étiquette |
| -------------------------------- | --------------- | ------------ | ------------------------- | --------- |
| Pascale Hansen (d) (née en 1975) | 7 novembre 2017 | 21 juin 2023 | 5 ans, 7 mois et 14 jours | DP        |

## Population et société

### Démographie
L'évolution du nombre d'habitants est connue à travers les recensements de la population effectués dans le pays depuis 1821. Les recensements décennaux de la population permettent de caler les chiffres sur la composition de la population par sexe, âge, nationalité et commune de résidence. Entre deux recensements, la population au 1er janvier de l’année {\displaystyle x} est évaluée en ajoutant à la population au 1er janvier de l’année {\displaystyle x-1} les soldes naturel (naissances {\displaystyle -} décès) et migratoire (arrivées {\displaystyle -} départs) de l'année. La même méthode est appliquée pour la répartition par âge au 1er janvier et les effectifs totaux par nationalité. Depuis le 1er septembre 2023, le Luxembourg dénombre 100 communes.
Au 1er janvier 2024, la commune comptait 3 094 habitants.
| 1821  | 1851  | 1871  | 1880  | 1890  | 1900  | 1910  | 1922  | 1930  |
| ----- | ----- | ----- | ----- | ----- | ----- | ----- | ----- | ----- |
| 1 259 | 1 885 | 1 930 | 1 944 | 1 790 | 1 793 | 1 873 | 1 787 | 1 693 |

| 1935  | 1947  | 1960  | 1970  | 1978  | 1979  | 1981  | 1983  | 1984  |
| ----- | ----- | ----- | ----- | ----- | ----- | ----- | ----- | ----- |
| 1 681 | 1 457 | 1 459 | 1 559 | 1 672 | 1 724 | 1 748 | 1 780 | 1 780 |

| 1985  | 1986  | 1987  | 1988  | 1989  | 1990  | 1991  | 1992  | 1993  |
| ----- | ----- | ----- | ----- | ----- | ----- | ----- | ----- | ----- |
| 1 800 | 1 840 | 1 850 | 1 906 | 1 908 | 1 923 | 2 019 | 2 089 | 2 129 |

| 1994  | 1995  | 1996  | 1997  | 1998  | 1999  | 2000  | 2001  | 2002  |
| ----- | ----- | ----- | ----- | ----- | ----- | ----- | ----- | ----- |
| 2 159 | 2 223 | 2 281 | 2 282 | 2 344 | 2 331 | 2 296 | 2 314 | 2 300 |

| 2003  | 2004  | 2005  | 2006  | 2007  | 2008  | 2009  | 2010  | 2011  |
| ----- | ----- | ----- | ----- | ----- | ----- | ----- | ----- | ----- |
| 2 313 | 2 312 | 2 400 | 2 440 | 2 439 | 2 480 | 2 516 | 2 506 | 2 489 |

| 2012  | 2013  | 2014  | 2015  | 2016  | 2017  | 2018  | 2019  | 2020  |
| ----- | ----- | ----- | ----- | ----- | ----- | ----- | ----- | ----- |
| 2 505 | 2 614 | 2 633 | 2 630 | 2 659 | 2 753 | 2 821 | 2 857 | 2 907 |

| 2021  | 2022  | 2023  | 2024  | - | - | - | - | - |
| ----- | ----- | ----- | ----- | - | - | - | - | - |
| 2 902 | 2 959 | 3 052 | 3 094 | - | - | - | - | - |

Le graphique qui aurait dû être présenté ici ne peut pas être affiché car il utilise l'ancienne extension Graph, désactivée pour des questions de sécurité. Des indications pour créer un nouveau graphique avec la nouvelle extension Chart sont disponibles ici.

## Culture locale et patrimoine

### Lieux et monuments

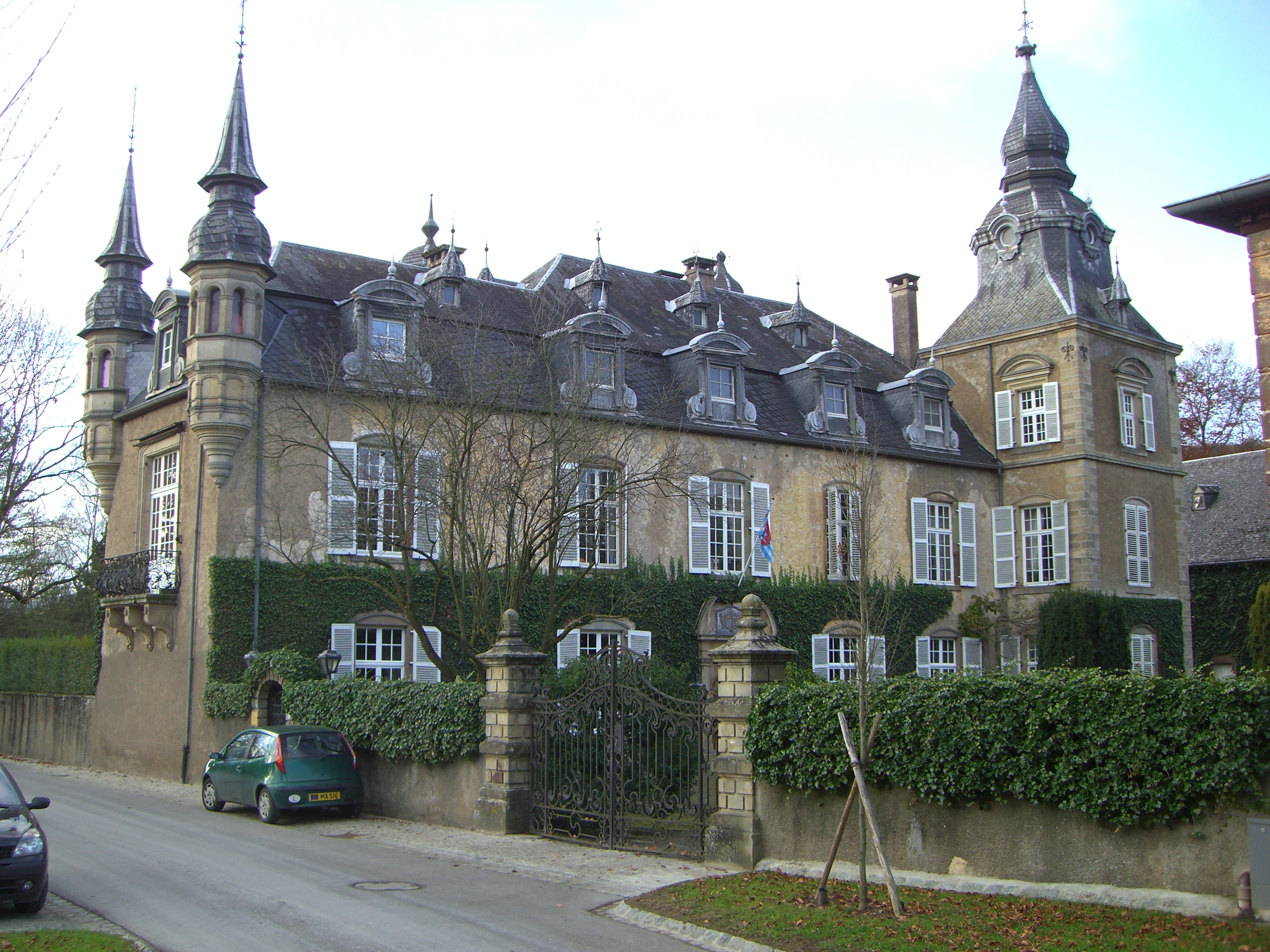
Le château.

- Le château : ses origines remontent au XIIIe siècle. Le bâtiment actuel, de style baroque, date de 1728. Endommagé pendant la Seconde Guerre mondiale, il est restauré en 1962.

### Héraldique, logotype et devise
| Blason de Bettendorf | Blason  | Coupé d'or et d'argent à la fasce vivrée de gueules brochant sur la partition, accompagnée en chef d'une croix ancrée de sable, en pointe de deux fleurs de lis du même posées 2 et 1. |
| Blason de Bettendorf | Détails | Armoiries de la commune luxembourgeoise de Bettendorf. Le territoire de l'actuelle commune de Bettendorf sise à cheval sur la Sûre se constitue des trois sections de Bettendorf, de Moestroff et de Gilsdorf. Deux châteaux féodaux, encore en bon état à Moestroff et à Bettendorf donnent preuve d'un passé remarquable des deux localités qui au Moyen Âge formaient des seigneuries jouissant des droits justiciers et fonciers. Tandis que pour Bettendorf, les armes des seigneurs primitifs sont connues depuis le 11 décembre 1330. Jean l'Aveugle défera la basse et moyenne justice à Jean de Bettendorf, les armes des premiers seigneurs de Moestroff n'ont pu être découvertes hors le fait qu'au XIVe siècle Margarethe de Horesdorf épousa Théodore de Kerpen qui devient seigneur de Moestroff et y implanta ses armes. Gilsdorf, connu pour avoir hébergé les Templiers dont les biens furent donnés à l'église en 1314 lors de la dissolution dudit Ordre, est néanmoins mentionné depuis 793 (Gilesdorf). Appartenant au XIIIe siècle aux seigneurs d'Esch-sur—Sûre, la localité dépendit dans la suite des seigneurs de Folkendange qui, à leur Folkendinger Fo (tel qu'ils avaient dénommé Gilsdorf), exerçaient les droits fonciers et autres privilèges. Hauts-justiciers â Gilsdorf et à Bettendorf étaient les voués du bourg de Diekirch. Ces armoiries symbolisent les trois sections communales moyennant les armes dans anciens seigneurs féodaux, en réservant le chef à Bettendorf (croix ancrée) comme chef-lieu, la pointe à Gilsdorf (fleur de lys) et entre les deux Moestroff (fasce vivrée) |